# Elena Chrustalëva
Elena Vladimirovna Chrustalëva (in russo Елена Владимировна Хрусталёва?; Krasnojarsk, 28 settembre 1980) è un'ex biatleta russa naturalizzata kazaka che gareggiò anche per la Bielorussia.
Fino alla stagione 1999-2000 fece parte della nazionale russa; dal 2000-2001 al 2002-2003 gareggiò per la nazionale bielorussa, per tornare a quella russa dal 2003-2004 al 2005-2006 e infine passare alla nazionale kazaka dal 2006-2007 fino a fine carriera.
È indicata anche con la grafia bielorussa Алена Уладзіміраўна Хрусталёва, Alena Uladzimiraŭna Chrustalëva, o con le traslitterazioni anglosassoni Elena Khrustelava, Yelena Khrustalyova e Alena Khrustaliova.

## Biografia
Elena Chrustalëva, attiva dalla stagione 1999-2000, ai Mondiali juniores di Hochfilzen 2000 vinse la medaglia d'argento nell'inseguimento e nella staffetta; in Coppa del Mondo esordì il 6 dicembre 2001 a Hochfilzen in sprint (36ª) e conquistò il miglior risultato il 27 gennaio 2002 ad Anterselva in inseguimento (6ª). Debuttò ai Giochi olimpici invernali a Salt Lake City 2002 gareggiando per la Bielorussia, dove si classificò 33ª nella sprint, 30ª nell'inseguimento e 7ª nella staffetta, e ai Campionati mondiali a Östersund 2008, piazzandosi 41ª nell'individuale, 27ª nella sprint, 44ª nell'inseguimento e 13ª nella staffetta; ai Mondiali di Pyeongchang 2009 fu 6ª nell'individuale, 28ª nella sprint, 46ª nell'inseguimento, 29ª nella partenza in linea e 18ª nella staffetta.
Ai XXI Giochi olimpici invernali di Vancouver 2010 gareggiò per il Kazakistan: vinse la medaglia d'argento nell'individuale e si classificò 5ª nella sprint, 10ª nell'inseguimento, 26ª nella partenza in linea e 13ª nella staffetta. Ai Mondiali di Chanty-Mansijsk 2011 si piazzò 58ª nell'individuale, 67ª nella sprint, 14ª nella staffetta e 21ª nella staffetta mista, a quelli di Ruhpolding 2012 19ª nell'individuale, 37ª nella sprint, 19ª nella staffetta e 20ª nella staffetta mista e a quelli di Nové Město na Moravě 2013, sua ultima presenza iridata, 75ª nell'individuale, 75ª nella sprint, 14ª nella staffetta e 17ª nella staffetta mista. Ai XXII Giochi olimpici invernali di Soči 2014, sua ultima presenza olimpica, gareggiando per il Kazakistan fu 46ª nell'individuale, 56ª nella sprint, 36ª nell'inseguimento, 11ª nella staffetta e 13ª nella staffetta mista; prese per l'ultima volta il via in Coppa del Mondo nella staffetta di Anterselva del 25 gennaio 2015 (15ª) e si congedò dalle competizioni in occasione dei Campionati europei di Tjumen' 2016 (24-28 febbraio).

## Palmarès

### Olimpiadi
- 1 medaglia:
  - 1 argento (individuale[1] a Vancouver 2010)

### Mondiali juniores
- 2 medaglie:
  - 2 argenti (inseguimento, staffetta a Hochfilzen 2000)

### Coppa del Mondo
- Miglior piazzamento in classifica generale: 35ª nel 2010